# The Shit Is Real
The Shit Is Real è un singolo del rapper statunitense Fat Joe, pubblicato nel 1994 e tratto dall'album Represent.
Nell'album successivo dell'artista, Jealous One's Envy, è inserita una versione del singolo remixata da DJ Premier.